# (12355) Coelho
(12355) Coelho est un astéroïde de la ceinture principale.

## Description
(12355) Coelho est un astéroïde de la ceinture principale. Il fut découvert le 18 août 1993 à Caussols par Eric Walter Elst. Il présente une orbite caractérisée par un demi-grand axe de 2,84 UA, une excentricité de 0,07 et une inclinaison de 1,7° par rapport à l'écliptique.

## Compléments